# Municipio Mecapaca
Das Municipio Mecapaca liegt im Departamento La Paz im südamerikanischen Anden-Staat Bolivien.

## Lage im Nahraum
Das Municipio Mecapaca ist eines von fünf Municipios der Provinz Murillo und liegt im südlichen Teil der Provinz. Es grenzt im Westen an das Municipio Achocalla, im Südwesten an die Provinz Aroma, im Süden an die Provinz Loayza, im Osten an das Municipio Palca und im Norden an das Municipio La Paz.
Das Municipio hat 64 Ortschaften (localidades), der zentrale Ort des Municipios ist Mecapaca mit 998 Einwohnern im nordwestlichen Teil des Municipios.

## Geographie
Das Municipio Mecapaca liegt am Rand des bolivianischen Altiplano auf einer mittleren Höhe von 3700 m am Westrand der Anden-Gebirgskette der Cordillera Central und wird von Nordwest nach Südost vom Río de la Paz durchflossen. Die Region weist ein ausgeprägtes Tageszeitenklima auf, bei dem die Temperaturschwankungen im Tagesverlauf größer sind als im Jahresverlauf.
Die mittlere Durchschnittstemperatur des Municipio liegt bei 16 °C (siehe Klimadiagramm Mecapaca), die Monatsdurchschnittstemperaturen schwanken nur unwesentlich zwischen knapp 14 °C im Juni/Juli und knapp 18 °C im November. Der Jahresniederschlag beträgt 550 mm, die Monatsniederschläge liegen zwischen unter 15 mm von Mai bis August und 120 mm im Januar.

## Bevölkerung
Die Einwohnerzahl des Municipio Mecapaca ist zwischen 1992 und 2024 auf mehr als das Doppelte angestiegen:
| Jahr | Einwohner | Quelle       |
| ---- | --------- | ------------ |
| 1992 | 9.566     | Volkszählung |
| 2001 | 11.782    | Volkszählung |
| 2012 | 16.027    | Volkszählung |
| 2024 | 20.455    | Volkszählung |

Das Municipio hatte bei der letzten Volkszählung von 2024 eine Bevölkerungsdichte von 40,5 Einwohnern/km². Die Lebenserwartung der Neugeborenen lag im Jahr 2001 bei 60,0 Jahren, die Säuglingssterblichkeit ist von 7,9 Prozent (1992) auf 7,3 Prozent im Jahr 2001 gesunken.
Der Alphabetisierungsgrad bei den über 19-Jährigen beträgt 79,6 Prozent, und zwar 88,4 Prozent bei Männern und 70,5 Prozent bei Frauen (2001).
81,5 Prozent der Bevölkerung sprechen Spanisch, 83,0 Prozent sprechen Aymara und 0,5 Prozent Quechua. (2001)
44,7 Prozent der Bevölkerung haben keinen Zugang zu Elektrizität, 72,0 Prozent leben ohne sanitäre Einrichtung (2001).
72,7 Prozent der 2.942 Haushalte besitzen ein Radio, 39,3 Prozent einen Fernseher, 16,8 Prozent ein Fahrrad, 1,0 Prozent ein Motorrad, 13,4 Prozent ein Auto, 11,4 Prozent einen Kühlschrank, 7,1 Prozent ein Telefon. (2001)

## Politik
Ergebnis der Regionalwahlen (concejales del municipio) vom 4. April 2010:
| Wahl- berechtigte |  | Wahl- beteiligung | gültige Stimmen |  | M.P.S. | MAS-IPSP | MSM    | UN     | AS    | FPV   |
| ----------------- |  | ----------------- | --------------- |  | ------ | -------- | ------ | ------ | ----- | ----- |
| 7.122             |  | 6.506             | 4.579           |  | 1.114  | 1.085    | 923    | 697    | 410   | 350   |
|                   |  | 91,4 %            | 70,4 %          |  | 24,3 % | 23,7 %   | 20,2 % | 15,2 % | 9,0 % | 7,6 % |

Ergebnis der Regionalwahlen (elecciones de autoridades políticas) vom 7. März 2021:
| Wahl- berechtigte |  | Wahl- beteiligung | gültige Stimmen |  | MAS-IPSP | J.A.LLALLA.L.P. | PBCSP   | MTS    | SOL.BO | ASP    | FPV    |
| ----------------- |  | ----------------- | --------------- |  | -------- | --------------- | ------- | ------ | ------ | ------ | ------ |
| 10.235            |  | 9.318             | 8.445           |  | 5.397    | 1.372           | 865     | 229    | 154    | 78     | 72     |
|                   |  | 91,04 %           | 90,63 %         |  | 63,91 %  | 16,25 %         | 10,24 % | 2,71 % | 1,82 % | 0,92 % | 0,85 % |

## Gliederung
Das Municipio untergliederte sich bei der Volkszählung von 2012 in die folgenden drei Kantone (cantones):
- 02-0103-01 Kanton Mecapaca – 34 Ortschaften – 10.911 Einwohner
- 02-0103-02 Kanton Santiago de Collana – 6 Ortschaften – 2.022 Einwohner
- 02-0103-03 Kanton Chanca – 24 Ortschaften – 3.094 Einwohner

## Ortschaften im Municipio Mecapaca
- Kanton Mecapaca
  - Huajchilla 1078 Einw. – El Palomar 1077 Einw. – Mecapaca 998 Einw. – Yupampa Valencia 936 Einw. – Las Carreras 842 Einw. – Taypichulo 789 Einw. – Huaricana Alta 696 Einw. – Avircato 628 Einw. – Huayhuasi 541 Einw. – Millocato 499 Einw.

- Kanton Santiago de Collana
  - Santiago de Collana 931 Einw.

- Kanton Chanca
  - Janko Suni 417 Einw.